# Cyligramma limacinodes
Cyligramma limacinodes là một loài bướm đêm trong họ Noctuidae.